# Ремболович, Иван Семёнович
Ива́н Семёнович Ремболо́вич (укр. Іва́н Семе́нович Ремболо́вич; 28 января (9 февраля) 1897, Городня, Черниговская губерния, Российская империя — 8 сентября 1950, Станислав, УССР, СССР) — офицер Русской императорской армии, штабс-капитан (1917), участник Первой мировой войны; после революционного 1917 года —украинский военный деятель, служивший в армии УНР и в Ваффен-СС.

## Биография
Родился в семье служащего земской управы. В 1905 году вступил в Городнянское земское училище, образование продолжил в Городнянском четырёхклассном училище и окончил его накануне Первой мировой войны, получив высшее начальное образование.

### В Первую мировую и в Гражданскую
С началом войны вступил в военную службу рядовым добровольцем на правах вольноопределяющегося, выдержав испытание по наукам в пределах требований для вольноопределяющихся 2-го разряда (выдержал экзамен за шестой класс гимназии). В августе 1915 года был командирован на учёбу в Виленское военное училище, эвакуированное к тому времени в Полтаву, ускоренный 4-х месячный курс которого окончил в конце декабря того же года с производством в прапорщики армейской пехоты.
Участник боевых действий. Состоял младшим офицером сапёрной команды 19-го пехотного Костромского полка 5-й пехотной дивизии 9-го армейского корпуса, также был помощником командира 5-й сапёрной роты 5-й пехотной дивизии. С января 1917 года командовал сапёрной командой 670-го пехотного Дунаецкого полка 168-й пехотной дивизии того же 9-го армейского корпуса. В ноябре 1916 года был произведен в подпоручики, в июле 1917 года — в поручики. По данным историка Тинченко Я. Ю., к концу 1917 года он дослужился до штабс-капитана.
За героизм был награждён орденами Святого Станислава и Святой Анны (оба III степени) и орденом Святого Владимира IV степени. 
В революционном 1917 году Иван Ремболович принял участие в украинизации воинских частей Русской императорской армии, после провозглашения УНР продолжил службу в её вооружённых формированиях. Начинал в Вольном казачестве в Городне, в военной комендатуре. С 4 января 1919 года — офицер 20-го Павлоградского конного полка действующей армии УНР, 18 января стал офицером конного полка Сечевых стрельцов. В мае 1919 года переведён в отдел связи штаба Запорожской группы войск, в декабре того же года интернирован поляками в Луцке. В феврале 1920 года продолжил службу во 2-й (переименованной 6-й) Сечевой дивизии УНР. 4 августа 1920 возглавил отдел связи штаба всей армии. Участник советско-польской войны на стороне поляков в составе армии УНР. По окончании военных действий, в конце 1920 года был повторно интернирован в польских лагерях.
С 27 октября 1921 года Ремболович был начальником оперативного отдела штаба Киевской повстанческой дивизии при Украинской повстанческой армии Юрия Тютюнника. Принимал участие во Втором Зимнем походе армии УНР, воевал под Коростенем. 12 ноября 1921 года был ранен в правое бедро, спустя пять дней попал в плен к красноармейцам и был приговорён к расстрелу, однако чудом спасся и бежал. Некоторое время считался погибшим.

### Во Вторую мировую
В период между войнами Ремболович жил в эмиграции в Варшаве, позднее переехал в село Корнич Коломийского повята. В 1943 году откликнулся на немецкий призыв ко вступлению в 14-ю гренадерскую дивизию СС «Галиция» и возглавил там штурмовой батальон. По свидетельствам некоторых его сослуживцев, он требовал от немца-командира разговаривать с ним только на русском языке.
В битве за Броды был тяжело ранен, в результате чего Ремболовичу ампутировали ногу (некоторое время снова ходили слухи о гибели Ремболовича). В ноябре 1944 года он был исключён из списков дивизии как инвалид. Чтобы не остаться без средств к существованию, Ремболович установил связь с украинскими националистами из ОУН-УПА, получив псевдоним «полковник Болбачан». В боях он не принимал участия, будучи лишь символической фигурой в УПА.

### После войны
6 сентября 1949 года арестован МГБ СССР в селе Космач Яблоновского района. Осуждён по статье 54 УК УССР (пункты 1а и 11), поскольку служил в армиях гетмана Павла Скоропадского и Симона Петлюры. 15 мая 1950 года приговорён к расстрелу. Приговор приведён в исполнение 8 сентября того же года.
Официально был реабилитирован в Украине 20 сентября 2024 года.

## Память
- По инициативе Владимира Малкоша, председателя ветеранов 1-й дивизии Украинской национальной армии, именем Ивана Ремболовича названа улица в Ивано-Франковске.
- Именем Ивана Ремболовича названа улица в Чернигове, в Городне.